# Wulfilopsis
Wulfilopsis là một chi nhện trong họ Anyphaenidae.